# توم هير
توم هير (بالإنجليزية: Tom Herr)‏ هو لاعب كرة قاعدة أمريكي، ولد في 4 أبريل 1956 في لانكستر في الولايات المتحدة.

## وصلات خارجية
- توم هير على موقع دوري كرة القاعدة الرئيسي (الإنجليزية)
- توم هير على موقعبيزبول رفرنس.كوم (الدوري الرئيسي) (الإنجليزية)
- توم هير على موقعبيزبول رفرنس.كوم (الدوري الثانوي) (الإنجليزية)
- توم هير على موقع إي إس بي إن.كوم (أم.أل.بي) (الإنجليزية)
- توم هير على موقع مشجعي الرسوم البيانية (الإنجليزية)